# Chenti-Imentiu
Chenti-Imentiu („panujący w Imentet”, tj. w królestwie zmarłych, „ten, kto stoi na czele Zachodu”, „Pierwszy z Zachodnich”) – pierwotnie lokalne egipskie bóstwo grobowe o postaci szakala lub czarnego psa, czczone w Abydos w XXXII–XXIII wieku p.n.e., gdzie posiadał własne sanktuarium. Wraz z rozpowszechnieniem kultu Ozyrysa w Egipcie Chenti-Imentiu stał się jednym z epitetów tego bóstwa.